# Сатаф
Сатаф (араб. صطاف‎, ивр. סטף‎) — палестинская деревня около Иерусалима, покинутая жителями во время арабо-израильской войны 1948 года. Находилась в 10 км западнее Иерусалима.
От Сатафа бегут два ручья, Эйн-Сатаф и Эйн-Бикура. Там же находится монастырь Монастырь св. Иоана.

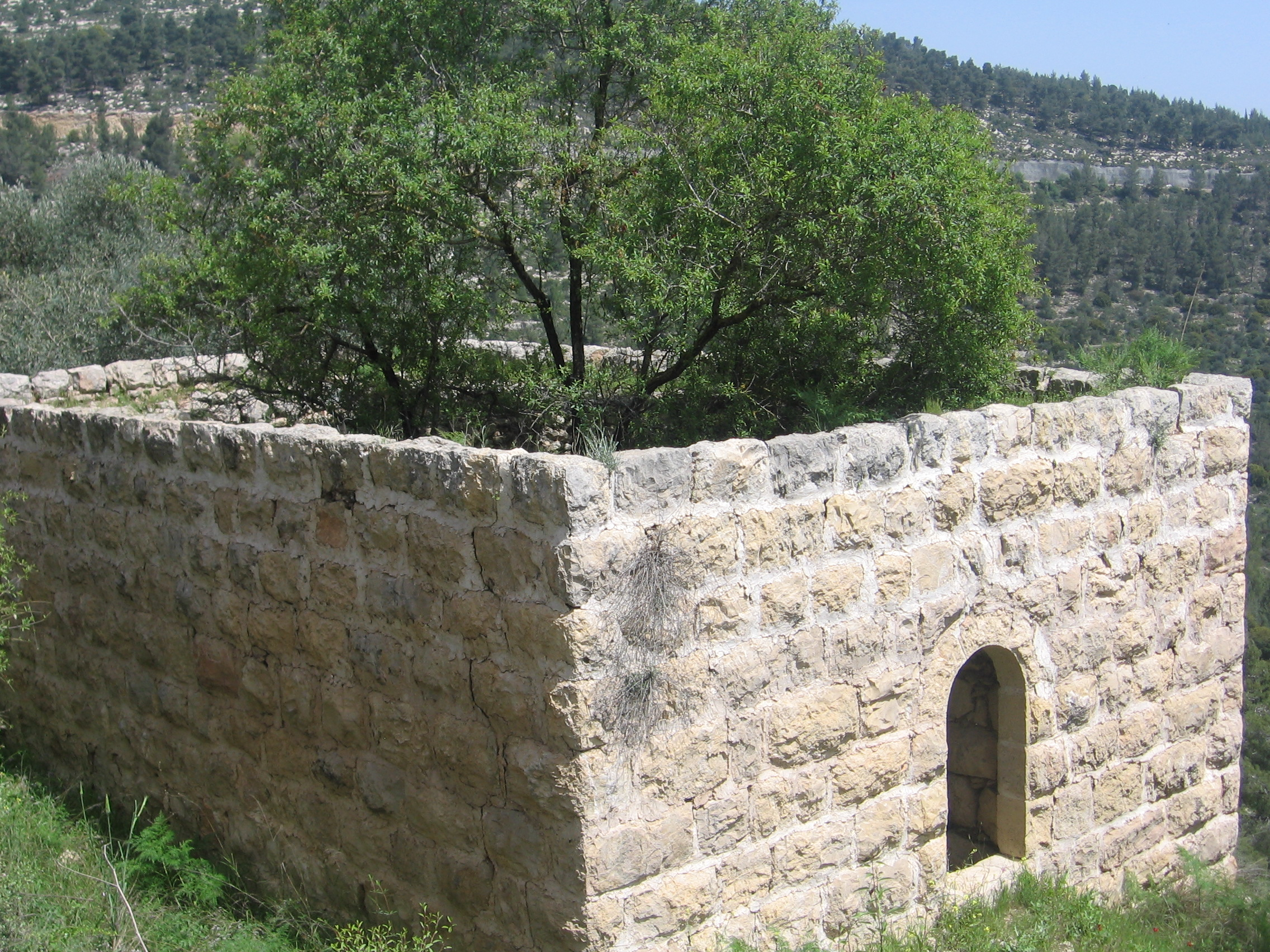
Останки деревни

Сегодня представляет собой туристическую достопримечательность, в которой показаны древние сельскохозяйственные технологии, использовавшиеся в иерусалимских горах.

## История
Первое поселение на этом месте появилось примерно 6 тыс. лет назад, в период халколита. Террасное земледелие начало развиваться 4500 лет назад, и (с небольшими перерывами) место заселено. На месте поселения найдены останки византийского периода.
Название места впервые упоминается в период мамлюков.
Во время британского мандата в Палестине в 1922 году в деревне жили 329 жителей (321 мусульманин и 8 христиан); в 1931 году — 381 житель; в 1945 году — 540 жителей.
Арабские жители покинули деревню в 1948 году во время Операции «Дани».
В восьмидесятые годы Еврейский национальный фонд начал восстановительные работы.

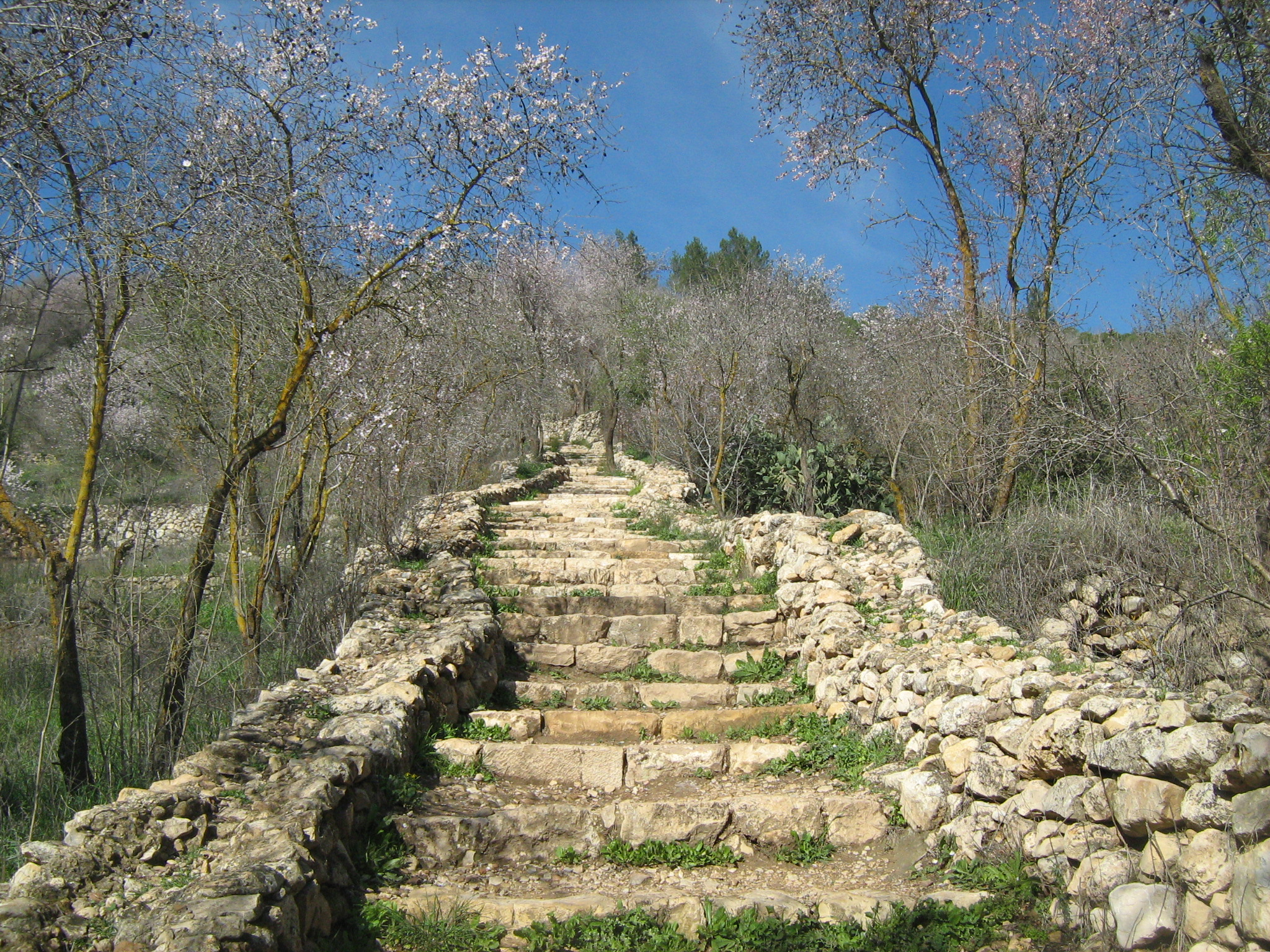
Реконструкция Сатафа